# NGC 6643
NGC 6643 é uma galáxia espiral (Sc) localizada na direcção da constelação de Draco. Possui uma declinação de +74° 34' 06" e uma ascensão recta de 18 horas, 19 minutos e 45,6 segundos.